# Manufacture nationale d’armes de Tulle

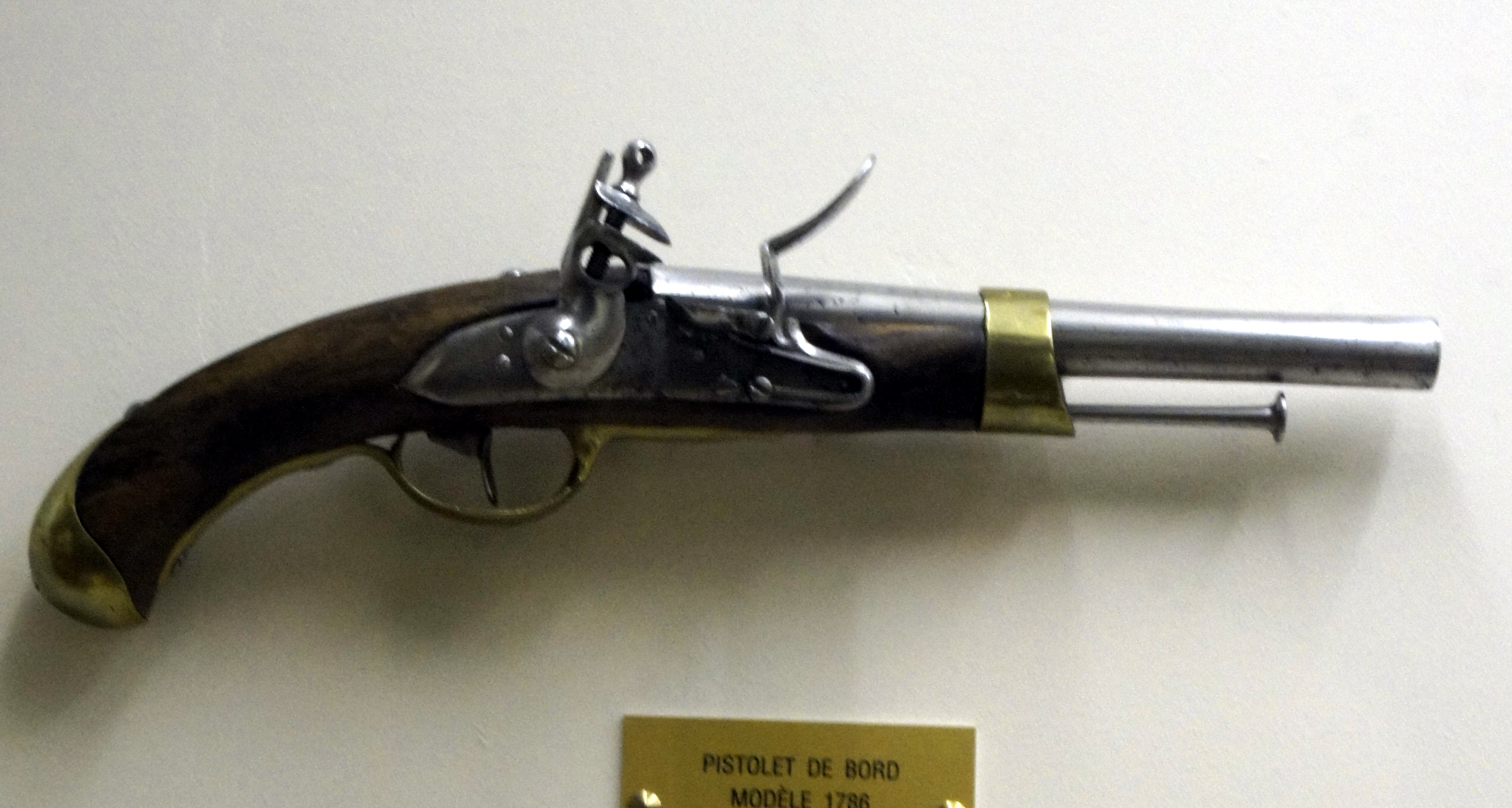
Pistole aus der Fabrik in Tulle (1786)

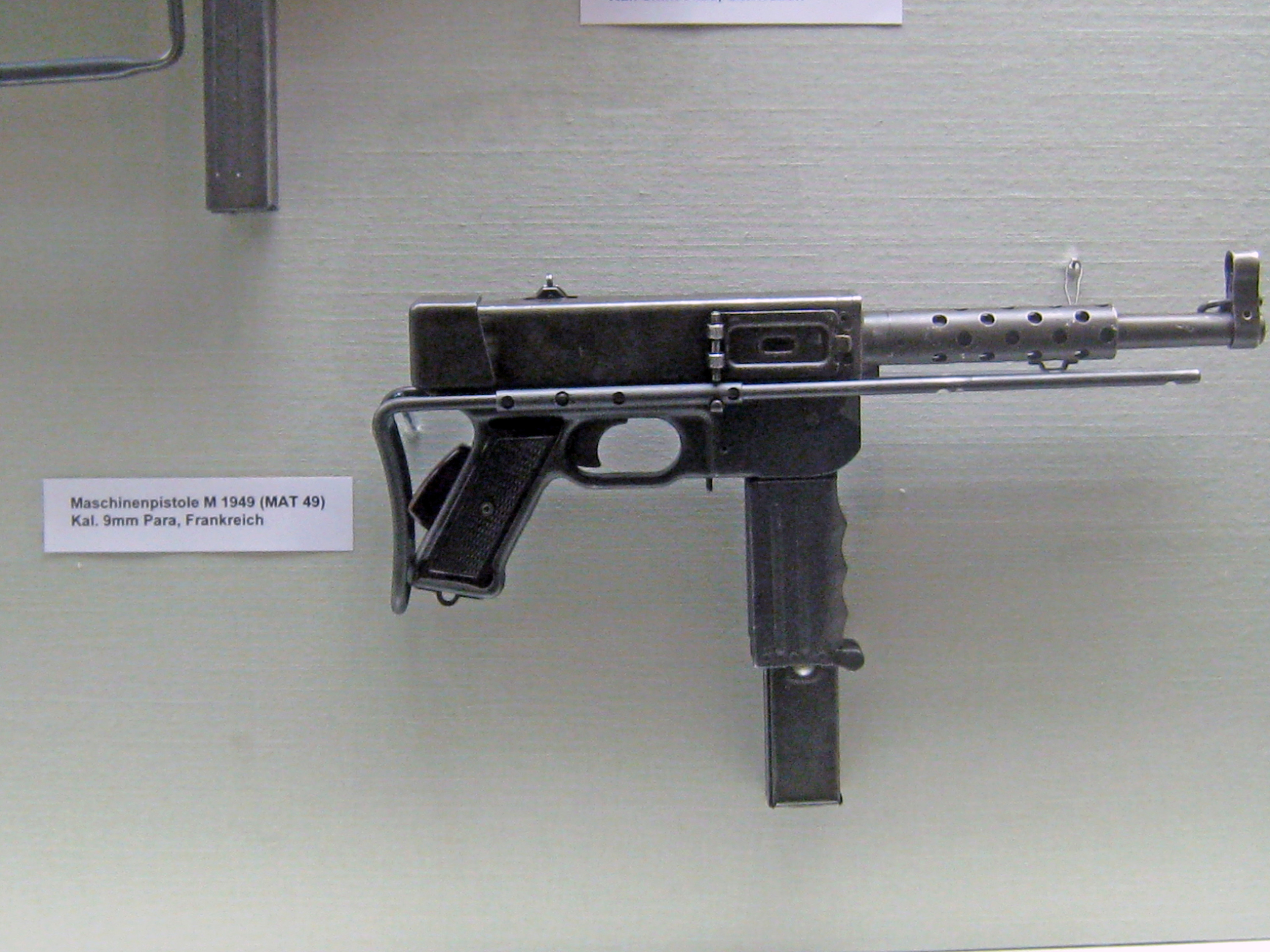
Maschinenpistole MAT 49

Die Manufacture nationale d’armes de Tulle (MAT) war eine staatliche französische Waffenfabrik in Tulle, die 1971 im staatlichen französischen Rüstungskonzern Giat aufging und heute zu Nexter Systems gehört.

## Geschichte
Die Manufaktur wurde im Jahr 1690 gegründet und hatte seit 1777 den Status einer königlichen Manufaktur; ab 1886 ist sie als staatlicher Betrieb tätig. Das Unternehmen war lange Zeit eine der bedeutendsten Waffenmanufakturen in Frankreich.
Bis zum Ersten Weltkrieg wurden vor allem kleinkalibrige Waffen produziert, zunehmend dann Maschinengewehre. Zu Beginn des zwanzigsten Jahrhunderts begann Tulle mit der Herstellung schweren Geräts mit einer intensiven Tätigkeit während des Ersten Weltkriegs. Zwischen den beiden Weltkriegen wurde intensiv an der Entwicklung automatischer Waffen gearbeitet.
Im Zweiten Weltkrieg produzierte das Unternehmen für die deutsche Besatzungsmacht, war aber auch ein Hort des Widerstands. Nach der alliierten Landung in der Normandie wurde die gesamte Produktion nach Epernay verlegt.
Nach der Befreiung von Tulle wurde hier die Produktion wieder aufgenommen. Nach dem Krieg spezialisierte sich der Betrieb auf leichte Waffen und  mittelkalibrige automatische Waffen. Dabei wurde in Tulle die Maschinenpistole MAT 49 entwickelt. Ab 1950 spezialisierte sich der Betrieb auf die Entwicklung und Herstellung von mittelschweren Waffen.
MAT blieb bis in die 1980er Jahre der wichtigste Arbeitgeber in der Region Limousin. Das Unternehmen wurde 1971 im Rahmen der Rationalisierung der französischen Waffenindustrie in die neu gegründete Giat Industries (heute Nexter) integriert und mehrfach restrukturiert; die Tochter Nexter Mechanics produziert am Standort Tulle weiterhin mechanische und hydraulische Komponenten für Waffensysteme, zunehmend aber auch für zivile Anwendungen.
Außerdem befindet sich am Standort seit 1999 ein Waffenmuseum.